# Rower cyclocrossowy

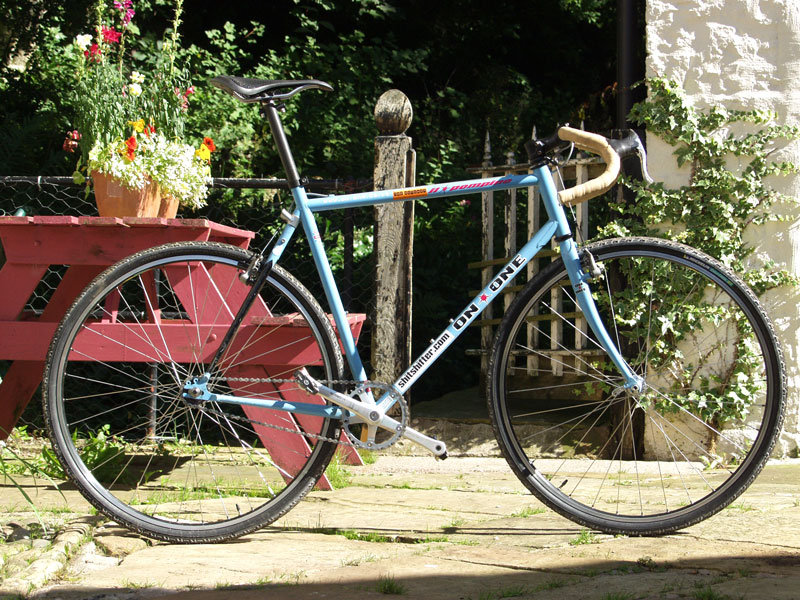

Rower cyclocrossowy – rodzaj roweru przełajowego (w skrócie CX). Specjalnie zaprojektowany rower do wymogów wyścigu przełajowego.
Rowery przełajowe z grubsza przypominają rowery wyścigowe używane w wyścigach szosowych. Główne różnice między nimi to geometria ramy i większy prześwit w rowerach przełajowych na większe opony oraz błoto i inne zanieczyszczenia, które się gromadzą. Geometria ramy jest bliższa rowerowi górskiemu niż szosowemu. Górna rura jest często dłuższa i bliżej poziomu, a kierownica jest wyższa, podobnie jak w rowerach górskich.